# Mycocladus verticillata
Mycocladus verticillata är en svampart som beskrevs av Beauverie 1900. Mycocladus verticillata ingår i släktet Mycocladus och familjen Mycocladaceae.   Inga underarter finns listade i Catalogue of Life.